# حمض البيهينيك
حمض البيهينيك (أو حسب التسمية النظامية حمض الدوكوسانويك) هو حمض كربوكسيلي له الصيغة الكيميائية C22H44O2، والتي يمكن كتابتها على الشكل CH3(CH2)20COOH. ويكون على شكل بلورات بيضاء إلى صفراء اللون. ينتمي حمض البيهينيك إلى الأحماض الدهنية المشبعة.

## الوفرة الطبيعية

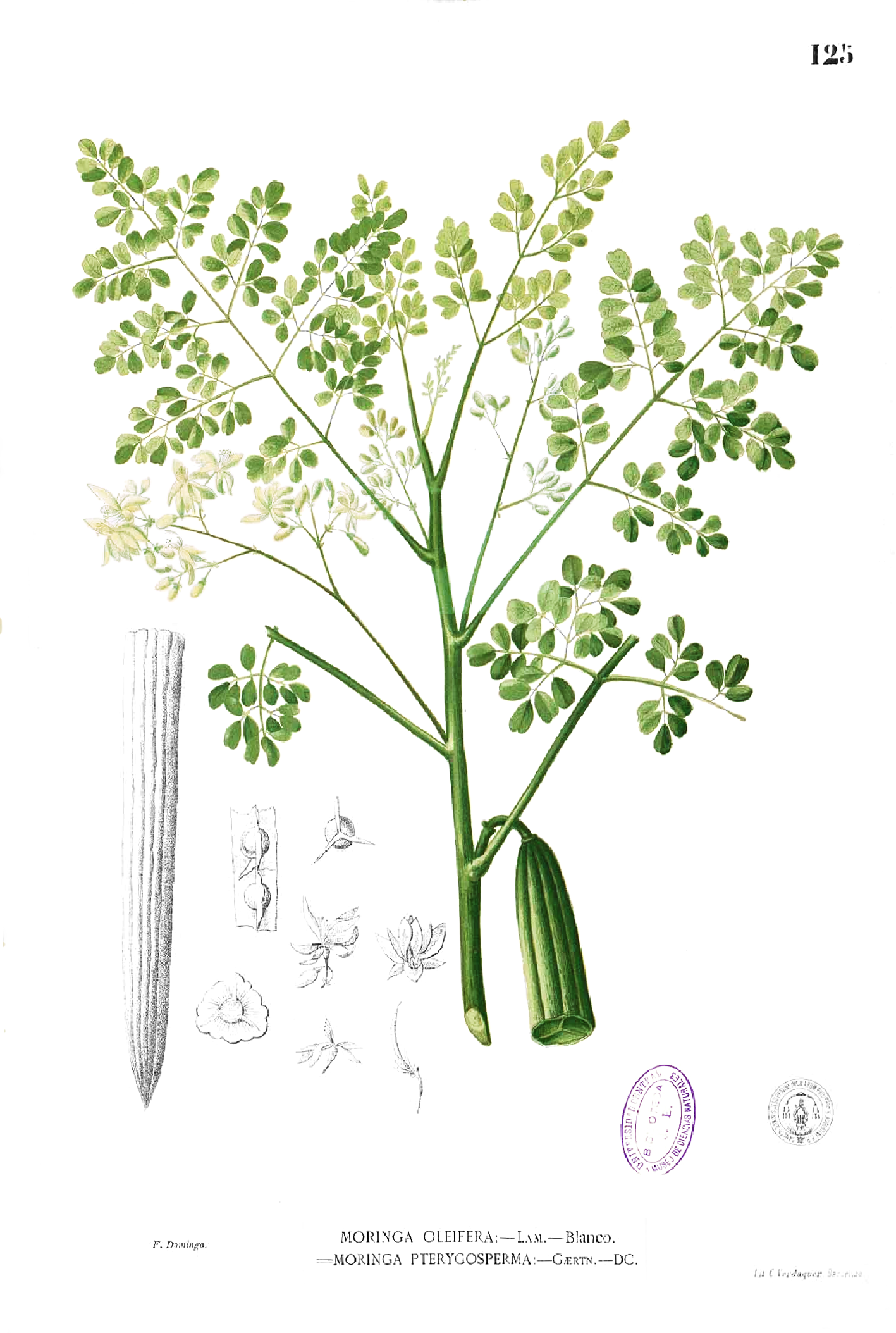
البان الزيتي (Moringa oleifera)

يوجد حمض البيهينيك طبيعياً في زيت البان (Ben oil أو behen oil) والمستخلص من نبات البان الزيتي، ومن هنا أتى الاسم الدارج.
عثر على آثار من حمض البيهينيك أيضاً في زيوت نباتية أخرى، بما في ذلك السلجم والكانولا، بالإضافة إلى زيت الفول السوداني وقشوره.

## الخواص
يوجد المركب في الشروط القياسية على شكل بلورات بيضاء إلى صفراء اللون، عديمة الانحلالية عملياً في الماء، لكنها تحل في المذيبات العضوية مثل الكلوروفورم والهكسان.

## الاستخدامات
يستخدم حمض البيهينيك في صناعة مستحضرات التجميل مثل مستحضرات العناية بالشعر وترطيب البشرة.